# Олга Канискина
Олга Николаевна Канискина (рус. Ольга Николаевна Каниськина; Наполнаја Тавла, Мордовија, 19. јануар 1985) је руска атлетичарка која се такмичи у дисциплинама ходања.
Њена специјалност је дисциплина ходање на 20 км у којој је постигла највеће успехе. На Европском првенству 2006. одржаном у Гетеборгу, освојила је сребрну медаљу, али већ на Светском првенству 2007. у Осаки и на Олимпијким играма у Пекингу 2008. осваја златне медаље.
На светском првенству у Берлину 2009. је одбранила освојену титулу из Осаке, победивши резултатом 1:28,09, док је исти успех поновила и две године касније, на светском првенству у Тегуу, где је победила са временом 1:29,42.
Лични рекорди:
Ходање 5.000 м 20:38,2 19. јун 2005. Саранск, Русија
Ходање 10.000 м 47:09,0 12. јун 2004. Чебоксари, Русија
Ходање 10 км 43:12 19. фебруар 2006. Адлер, Русија
Ходање 20 км 1:25:42 11. мај 2008. Чебоксари, Русија